# Fugu
Takifugu
Pour les articles homonymes, voir Fugu (homonymie).
Genre
Le genre Takifugu comprend des poissons appelés fugu (河豚／鰒／鮐／魨／鯸／鯺), connus pour provoquer de très graves intoxications à la tétrodotoxine. Il est aussi appelé « poisson-globe » et « poisson-ballon » en Méditerranée orientale.

## Description
Le fugu se gonfle d'eau lorsqu'il se sent menacé, ce qui explique son surnom de poisson-globe.

## Toxicité
Le foie, les ovaires, les intestins et la peau des fugu contiennent un poison très toxique (actif à des concentrations de l'ordre du nanomolaire) : la tétrodotoxine, contre laquelle il n'existe pas d'antidote, la mort pouvant intervenir dans un délai de quatre à six heures. Le Takifugu ocellatus, par exemple, est mortel pour l'homme dans plus de 62 % des cas d'intoxication : il faut donc immédiatement  rechercher une aide médicale dès les premiers symptômes (paresthésie buccale, fourmillements au visage, nausées et douleurs abdominales) et effectuer un bouche-à-bouche si nécessaire pour essayer de sauver la victime. Cette neurotoxine paralyse les muscles et entraîne la mort par arrêt respiratoire. Cette paralysie résulte de l'inhibition des canaux sodiques voltage-dépendants, provoquant ainsi des potentiels d'action caractérisés par un niveau de seuil plus élevé, une phase ascendante plus lente et une amplitude moindre.
Des traces de tétrodotoxine ont été trouvées dans les algues rouges du genre Jania (en) (Rhodophyta). Dans cette algue, on peut isoler  une bactérie qui, cultivée, produira ce poison. Cette bactérie est vraisemblablement ingérée avec l'algue par les animaux, qui accumulent par la suite la tétrodotoxine. Le fugu y est lui-même résistant, ce qui expliquerait que le fugu d'élevage est exempt de cette toxine .

## Cuisine

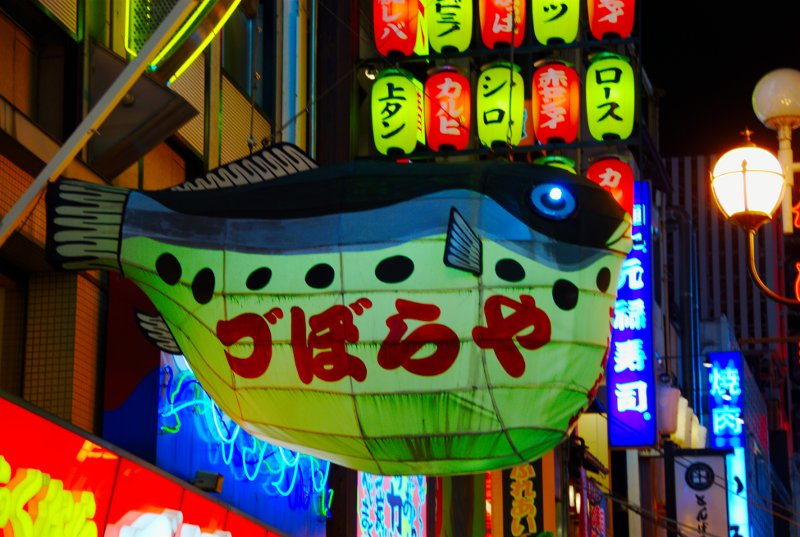
Enseigne en forme de fugu au Japon.

Au Japon, seuls les cuisiniers disposant d'une licence accordée par l'État sont autorisés à préparer ce plat, considéré comme très raffiné. Pour autant, pour une question de sécurité, l'empereur du Japon tout comme les samouraïs n'avaient pas le droit d'en manger, une loi les en empêchant (cette loi étant toujours d'actualité pour l'empereur). Pour en retirer la toxine, il leur faut enlever notamment la peau, le foie, les intestins et les gonades. Néanmoins en 2011, 17 personnes ont été empoisonnées par le fugu au Japon, et l'une d'entre elles en est morte. En décembre 2011, les autorités ont ainsi retiré sa licence à un restaurant qui avait servi un foie de fugu à la demande du client. Depuis octobre 2012, tous les restaurants peuvent proposer du fugu, à condition qu'il ait été préparé et nettoyé par un chef agréé.
Une personne non initiée pourra le trouver un peu fade, mais la texture particulière, la rareté du mets et le folklore lié à sa préparation font de sa dégustation un événement singulier. Il se sert en sashimi (coupé en tranches très fines, translucides) et en nabe. En 2012, un plat de fugu coûtait plus de 5 000 yens (environ cinquante euros) auprès de la chaîne Torafugu-tei, jusqu'à plusieurs dizaines de milliers de yens dans de grands restaurants.
Les Polynésiens préparent le fugu, dans l'archipel des Tuamotu, c'est une tradition qui se transmet de génération en génération. Il est également préparé à Taïwan, en particulier dans les îles Pescadores où il est pêché en grande quantité.

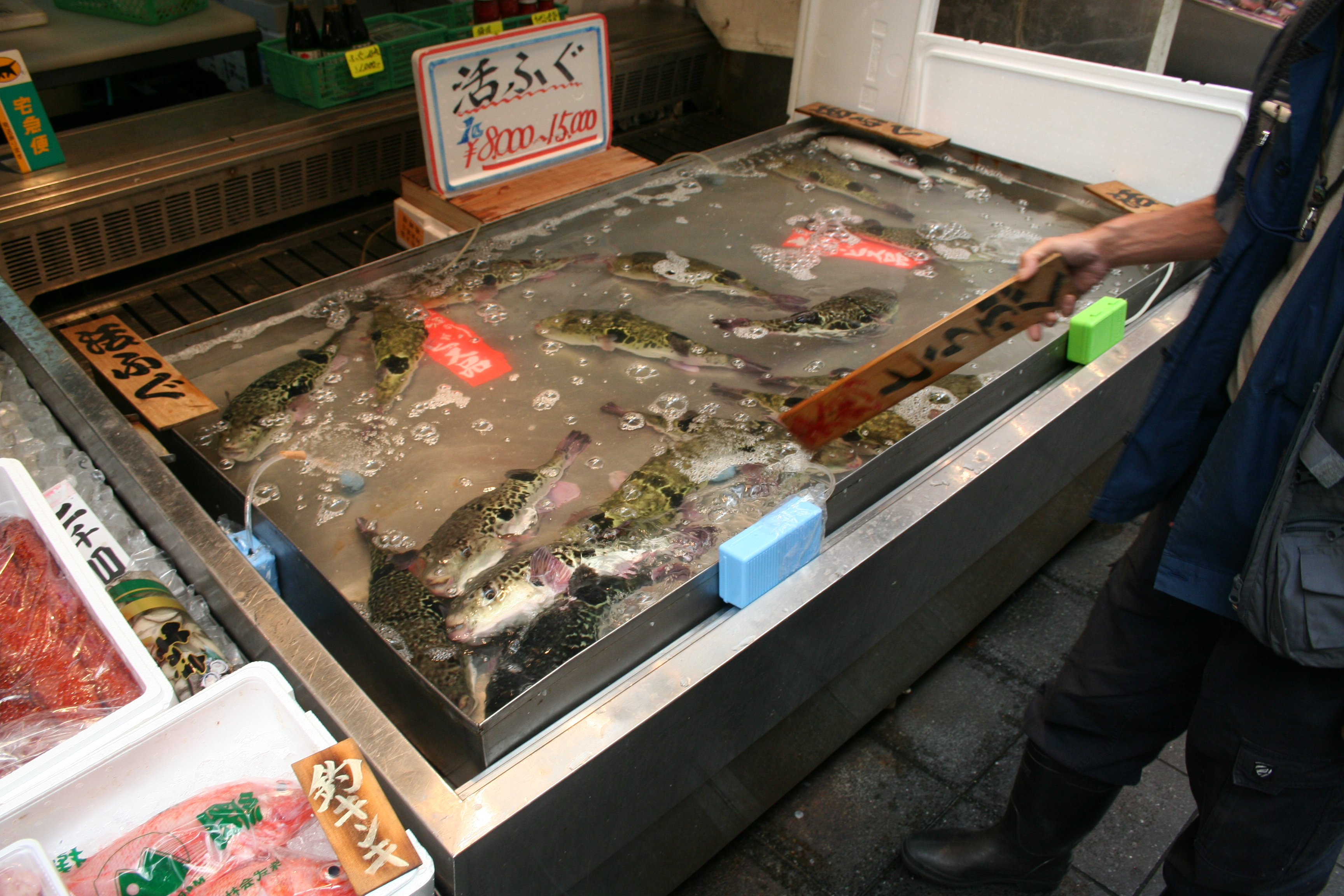
Vente de fugu au Japon.
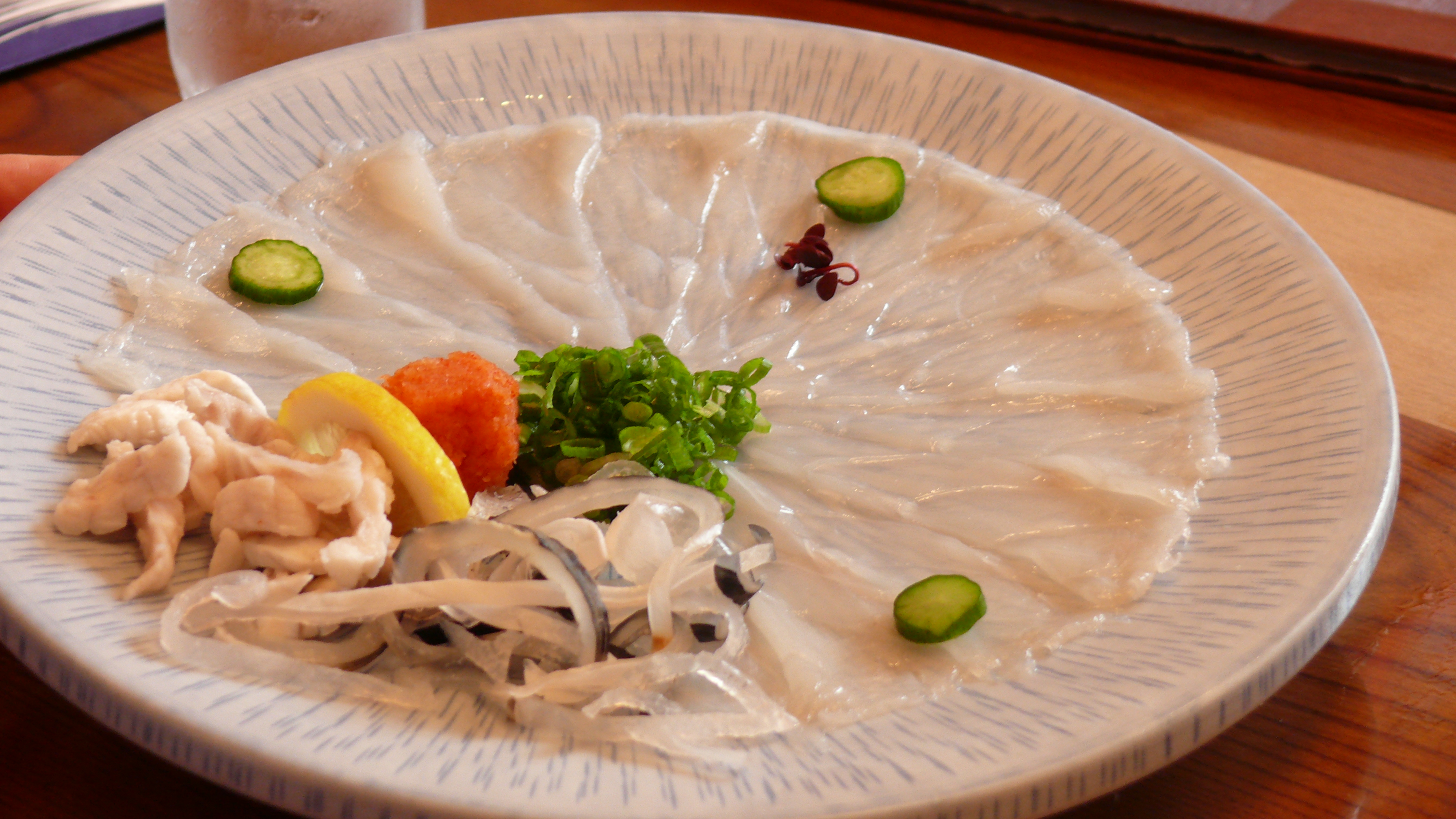
Sashimi de fugu.
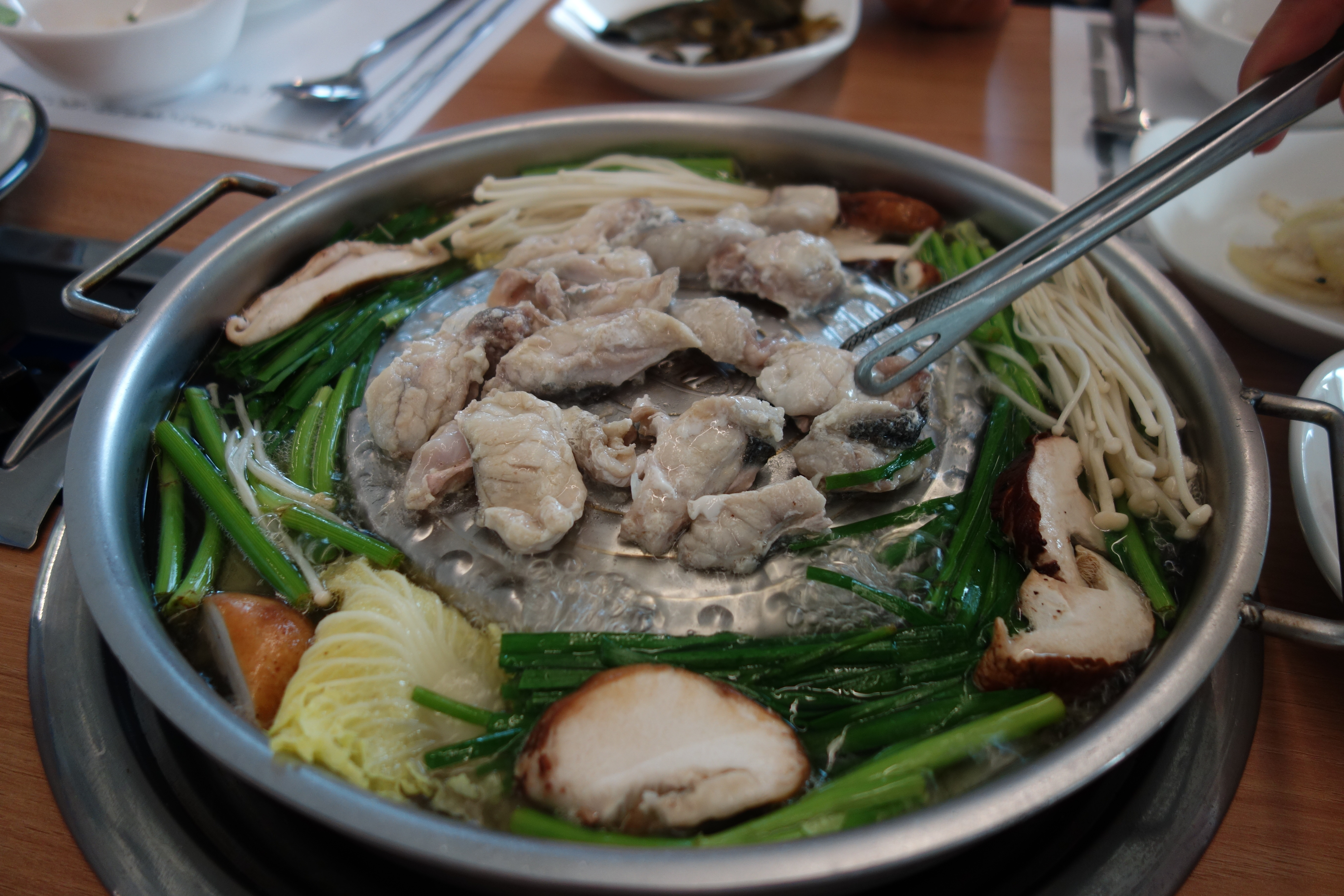
Fugu aux légumes.
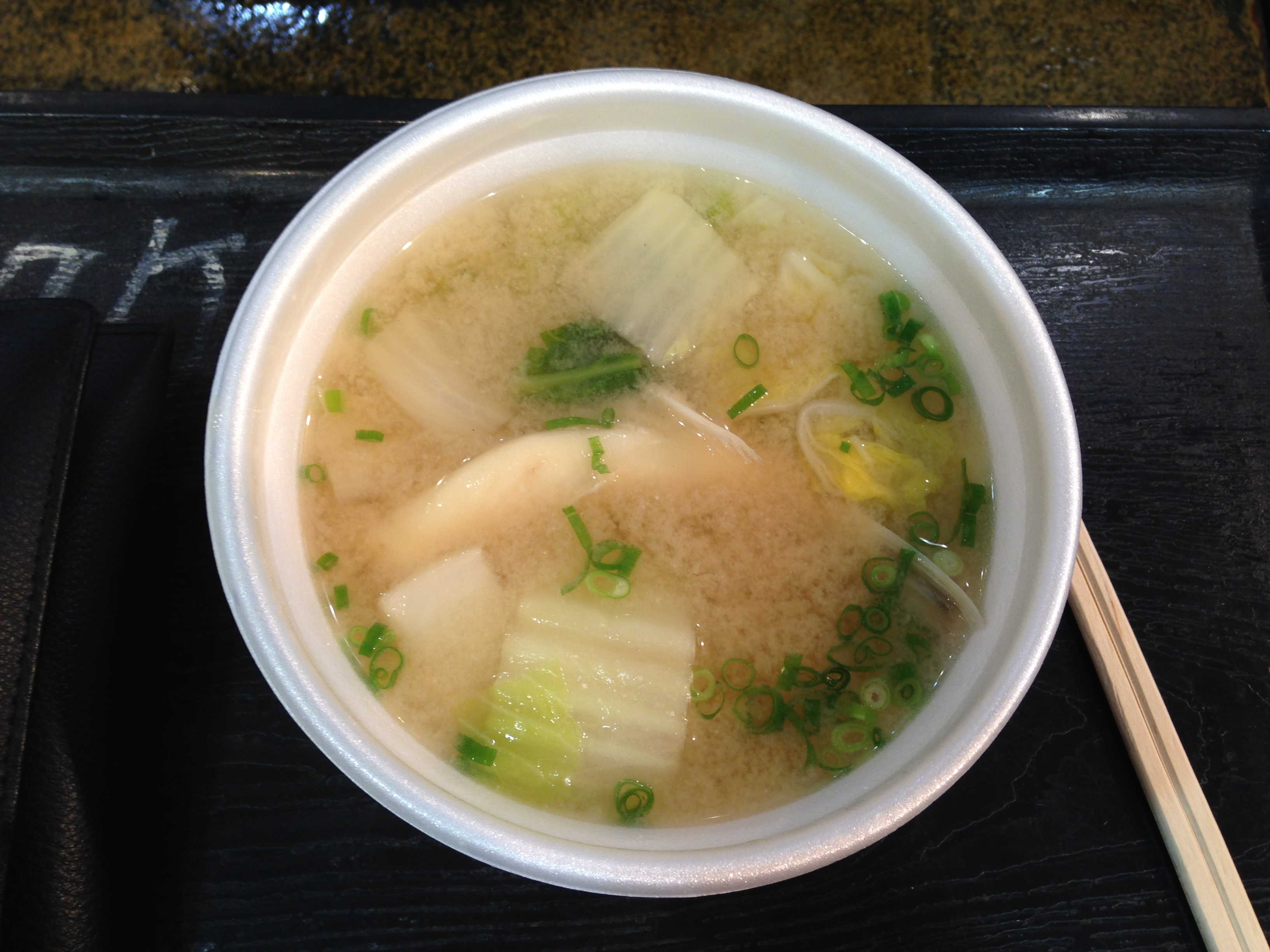
En soupe.

## Présence naturelle
Au Japon, 80 % des fugu pêchés, ou produits par la pisciculture, passent par Shimonoseki, où se concentrent les entreprises spécialisées dans sa préparation. Elles les débarrassent de leurs parties empoisonnées avant de les expédier dans le reste du pays,.
Depuis quelques décennies[Quand ?], le fugu colonise, avec d’autres espèces végétales et animales, la Méditerranée orientale.
En raison de la surexploitation, l'Union internationale pour la conservation de la nature estime que la population mondiale du Takifugu chinensis (es) a diminué de 99,99 % depuis les années 1970.

## Liste d'espèces
Selon FishBase (5 févr. 2012) :
- Takifugu alboplumbeus (Richardson, 1845)
- Takifugu bimaculatus (Richardson, 1845)
- Takifugu chinensis (Abe, 1949)
- Takifugu chrysops (Hilgendorf, 1879)
- Takifugu coronoidus Ni & Li, 1992
- Takifugu exascurus (Jordan & Snyder, 1901)
- Takifugu flavidus (Li, Wang & Wang, 1975)
- Takifugu niphobles (Jordan & Snyder, 1901)
- Takifugu oblongus (Bloch, 1786)
- Takifugu obscurus (Abe, 1949)
- Takifugu ocellatus (Linnaeus, 1758)
- Takifugu orbimaculatus Kuang, Li & Liang, 1984
- Takifugu pardalis (Temminck & Schlegel, 1850)
- Takifugu plagiocellatus Li, 2002
- Takifugu poecilonotus (Temminck & Schlegel, 1850)
- Takifugu porphyreus (Temminck & Schlegel, 1850)
- Takifugu pseudommus (Chu, 1935)
- Takifugu radiatus (Abe, 1947)
- Takifugu reticularis (Tian, Cheng & Wang, 1975)
- Takifugu rubripes (Temminck & Schlegel, 1850)
- Takifugu snyderi (Abe, 1988)
- Takifugu stictonotus (Temminck & Schlegel, 1850)
- Takifugu variomaculatus Li & Kuang, 2002
- Takifugu vermicularis (Temminck & Schlegel, 1850)
- Takifugu xanthopterus (Temminck & Schlegel, 1850)

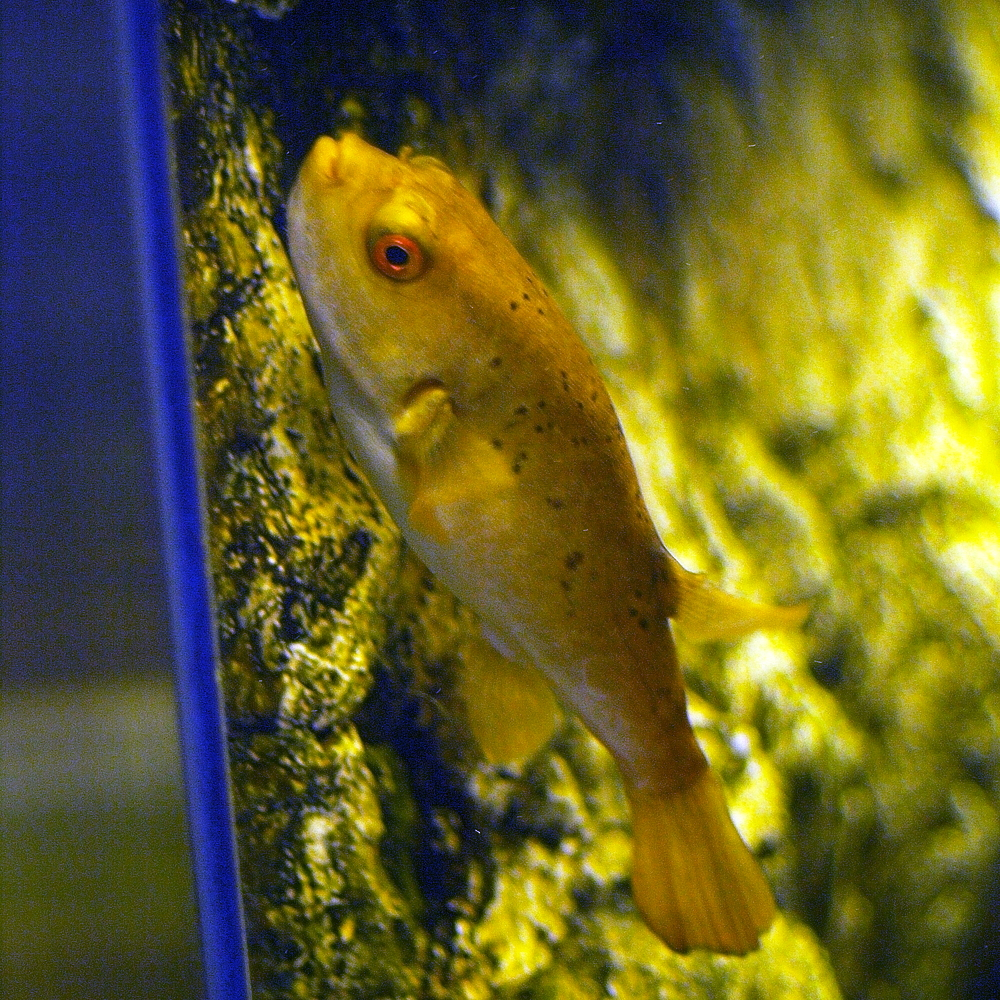
Takifugu chrysops
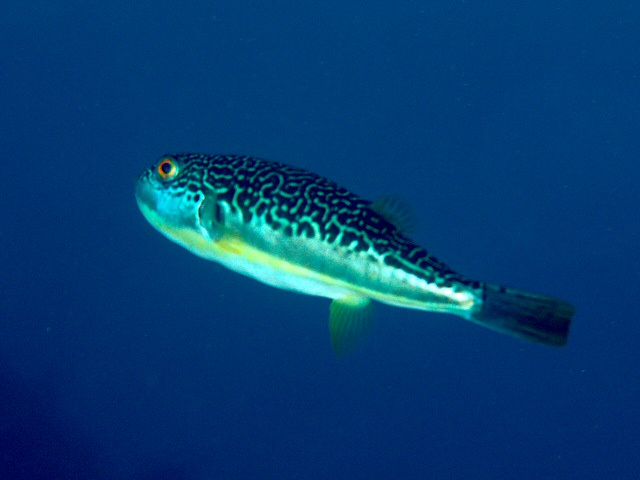
Takifugu exascurus
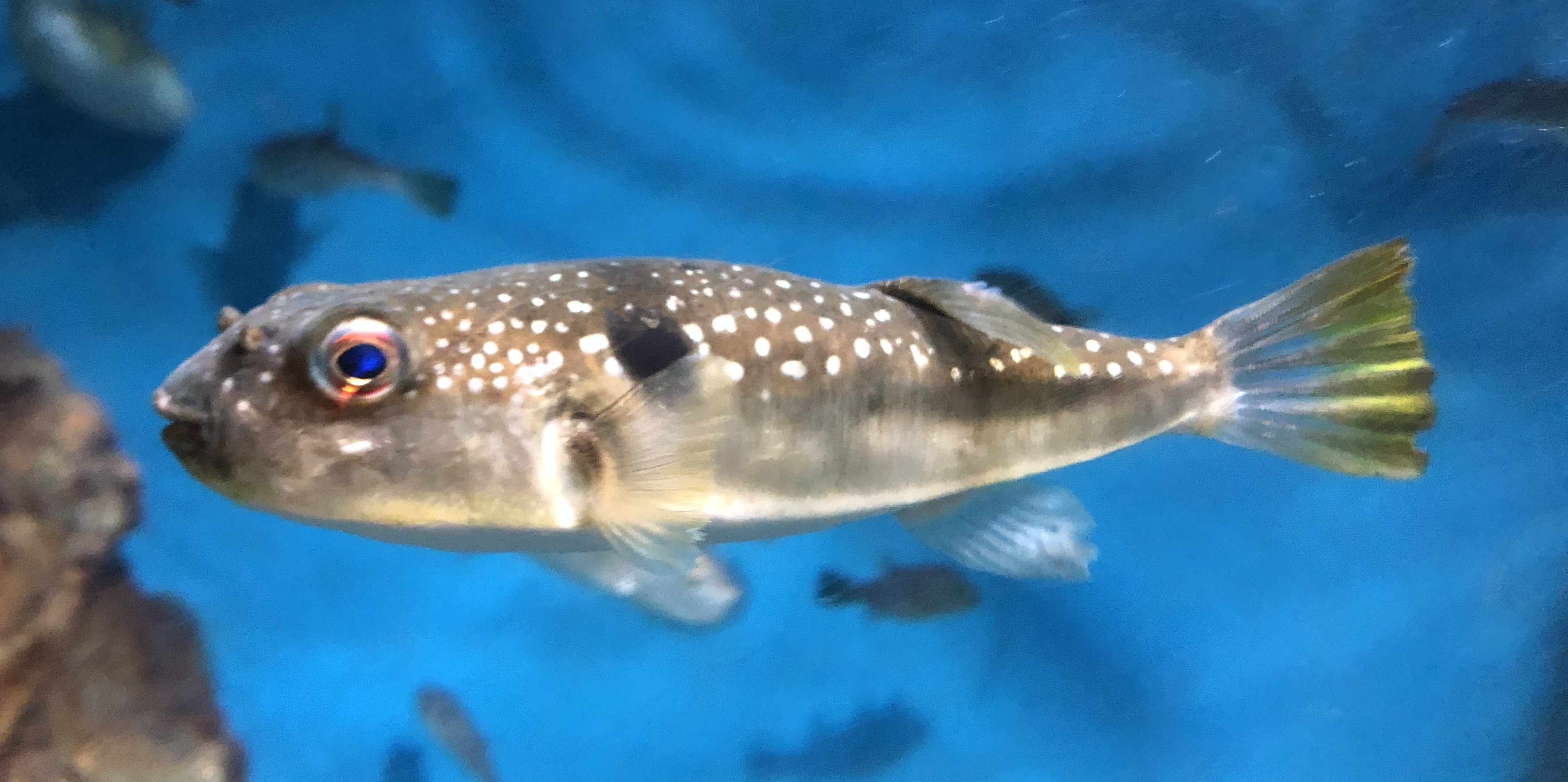
Takifugu niphobles
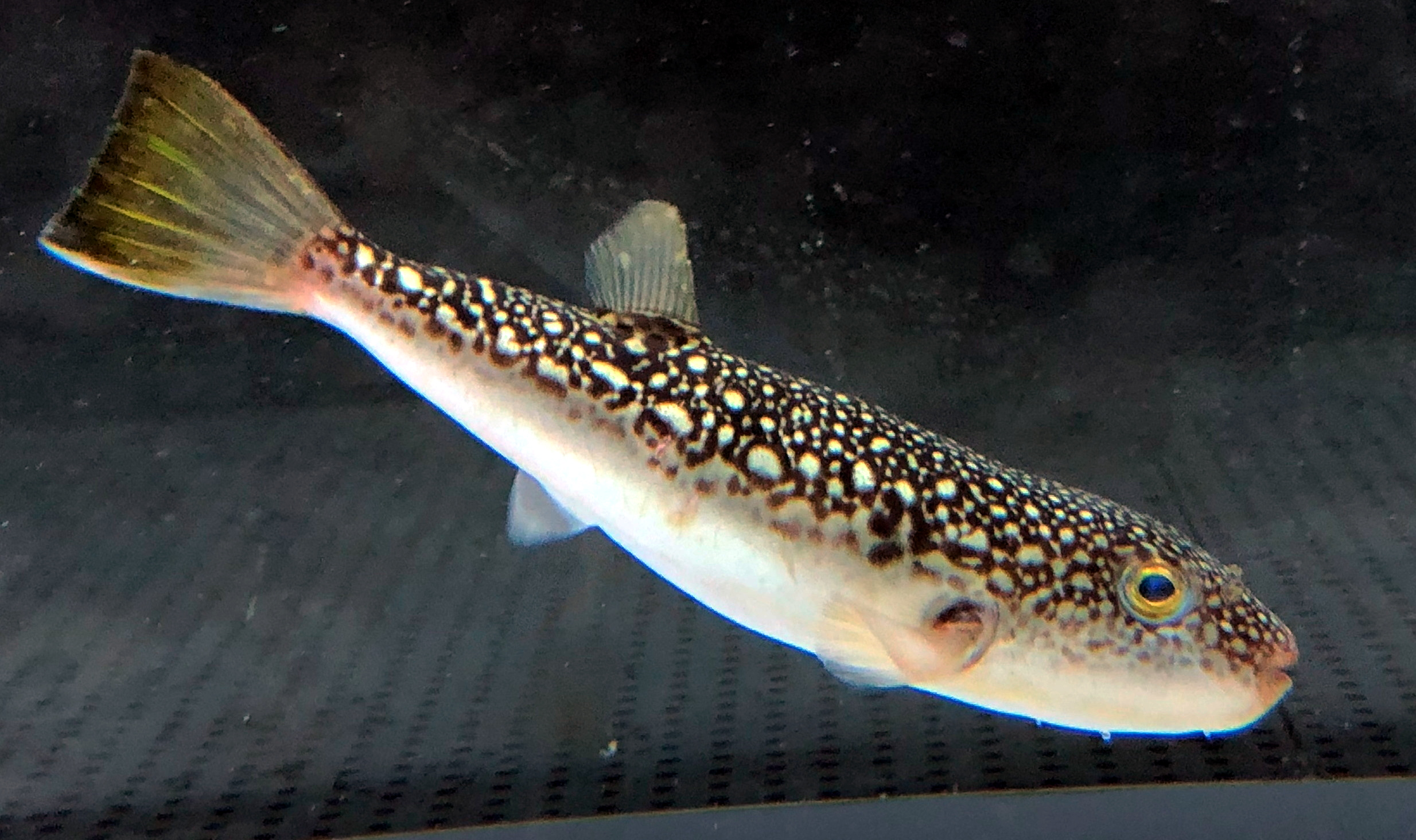
Takifugu pardalis
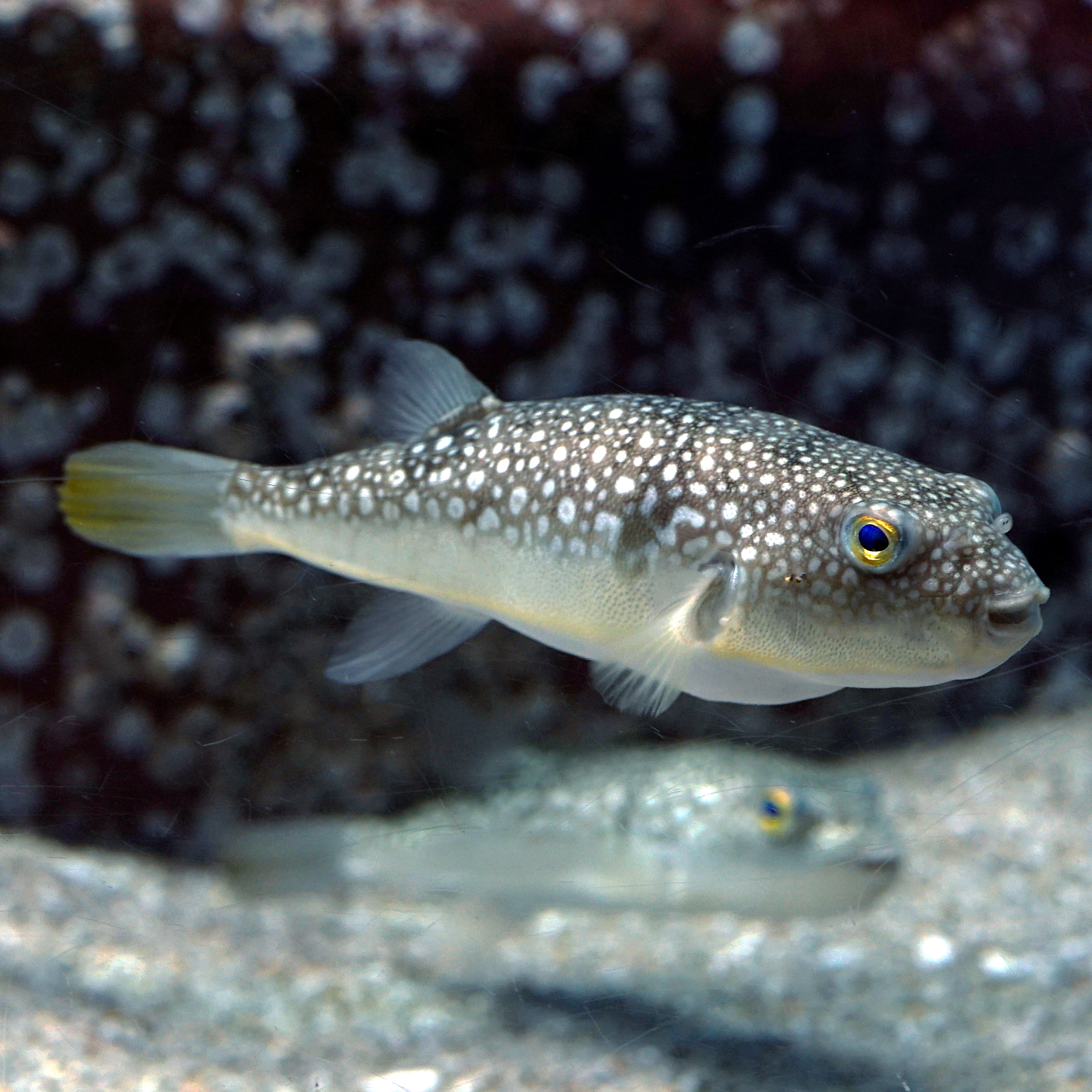
Takifugu poecilonotus
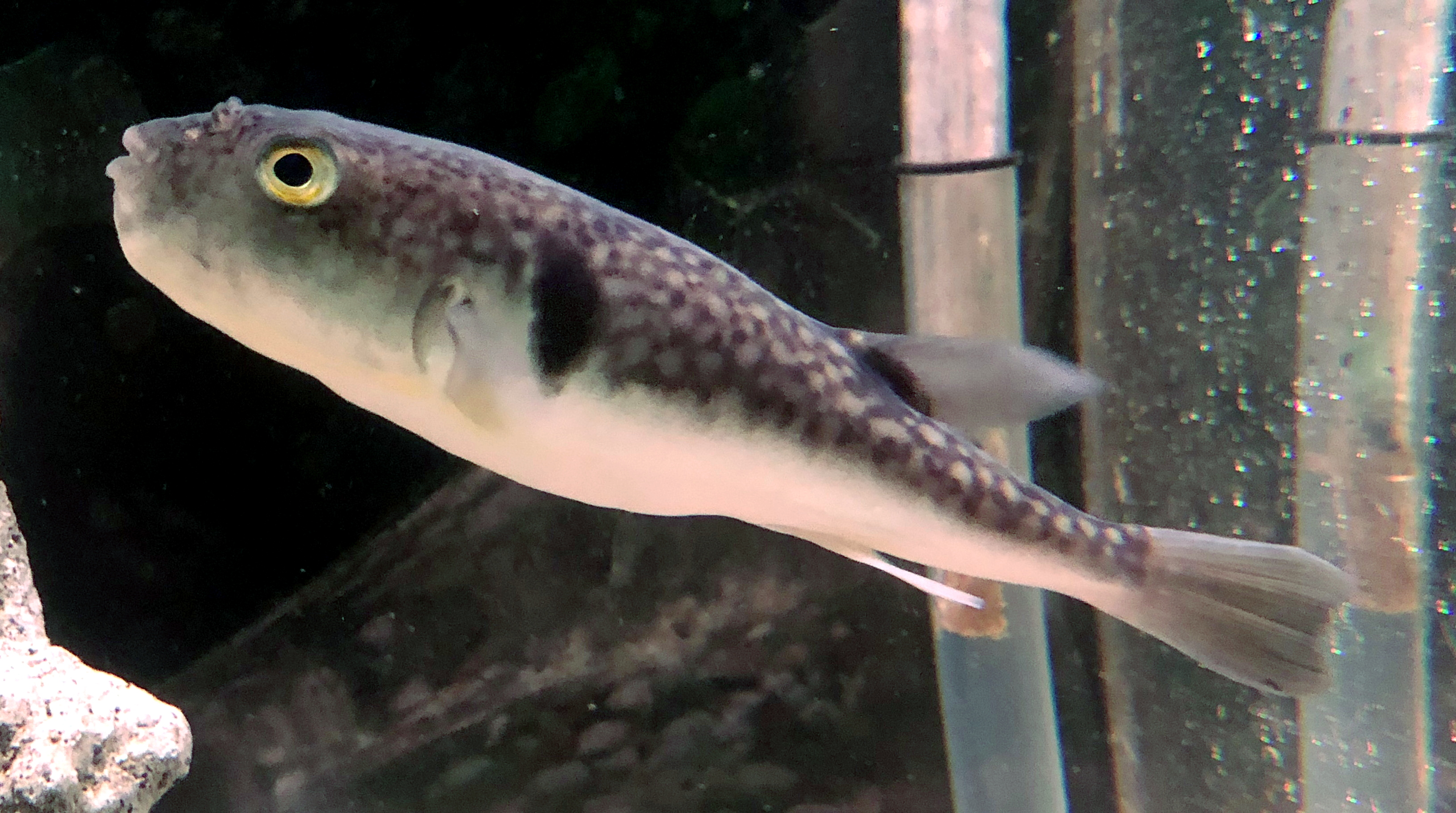
Takifugu porphyreus
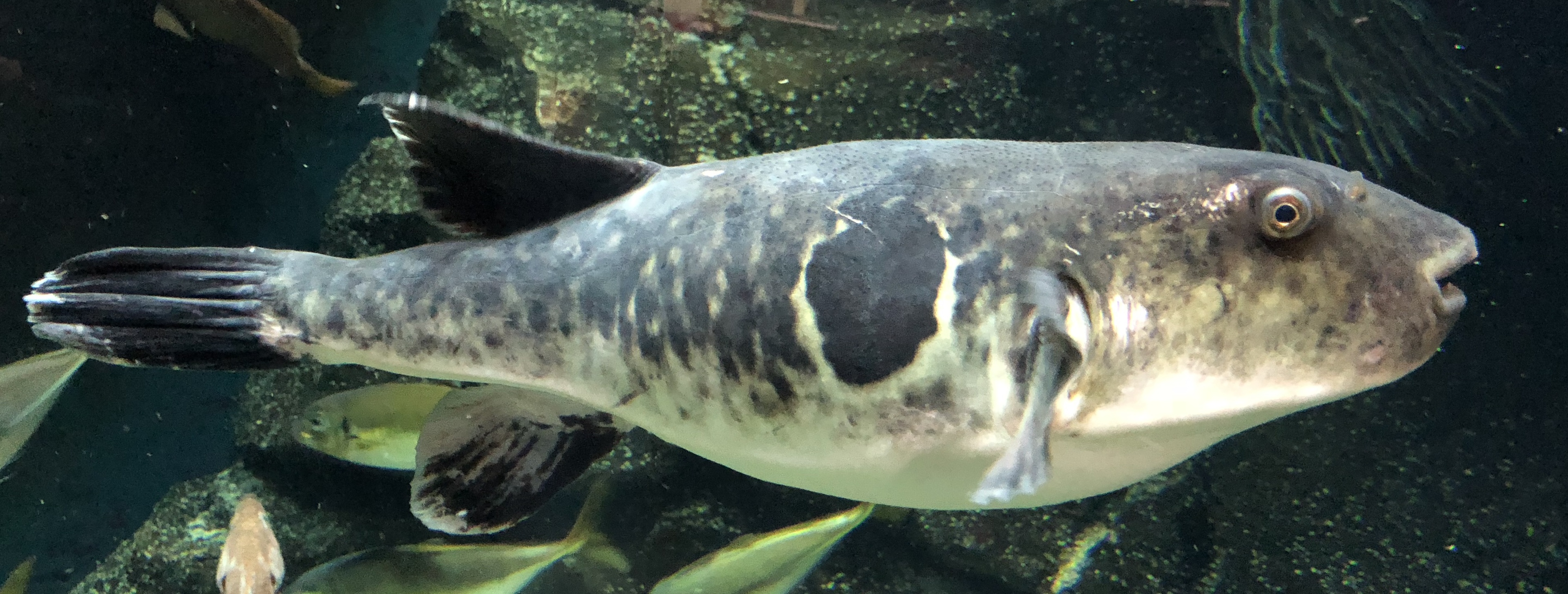
Takifugu rubripes
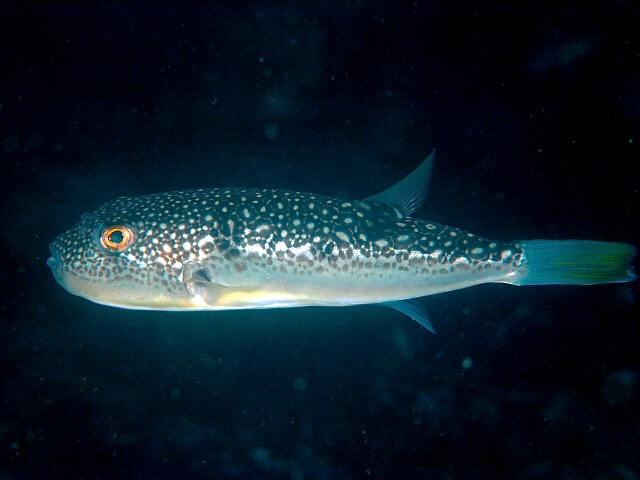
Takifugu snyderi
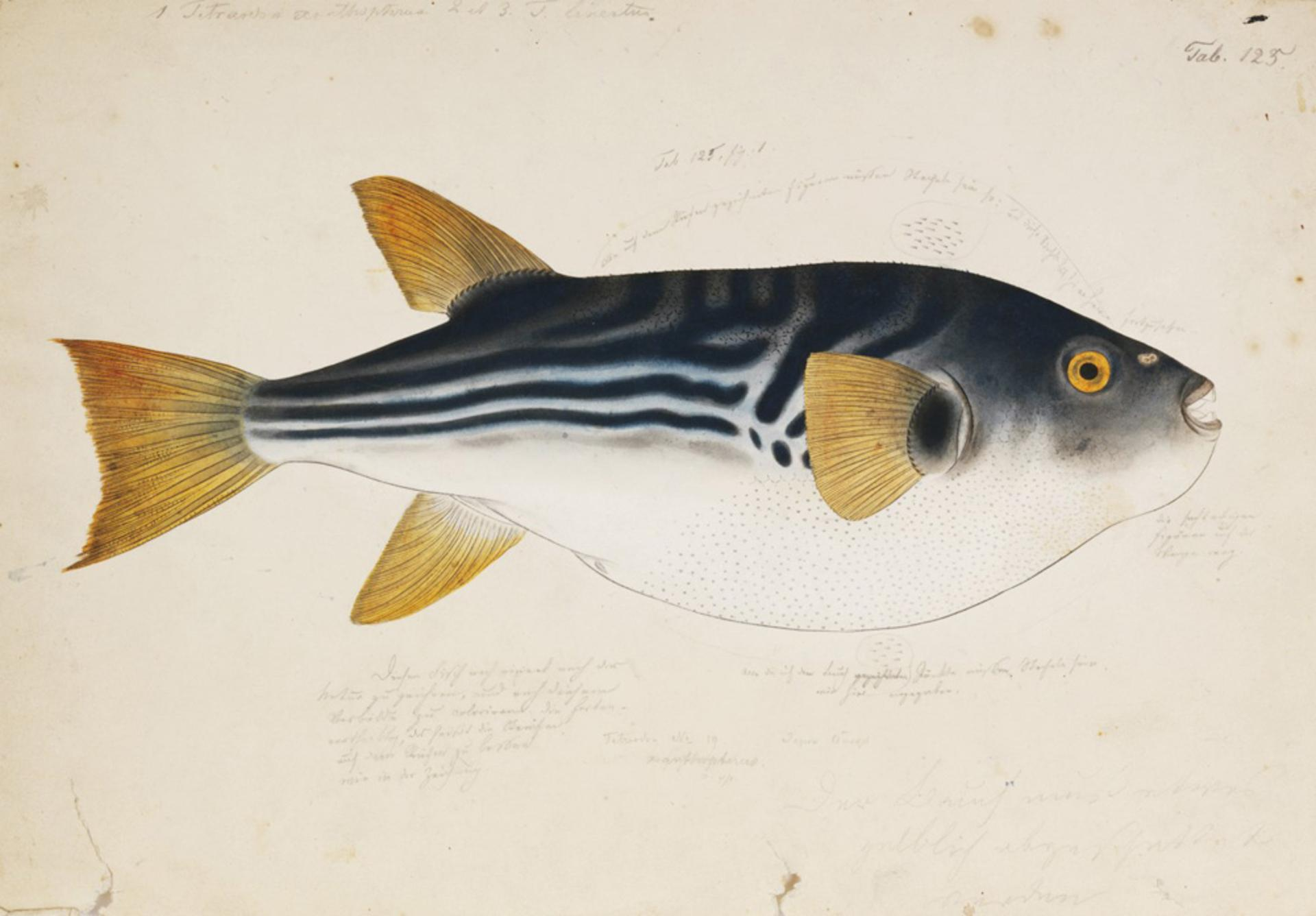
Takifugu xanthopterus

## Lefugudans la culture populaire
- Le célèbre acteur japonais de théâtre kabuki, Bandō Mitsugorō VIII, mourut le 16 janvier 1975 des suites d'une intoxication à la tétrodotoxine après avoir voulu impérativement goûter au foie de fugu et surtout, consommer la part de ses invitées afin de les impressionner.

### Littérature
- Dans le livre Maléfices de Maxime Chattam, le détective Brolin subit une injection durant son sommeil qui le conduira jusqu'à une mort déclarée, basée sur de la tétrodotoxine.
- Dans le livre The Havana Room de Colin Harrison, des sushi de fugu font l'objet d'enchères délirantes, car le poison contenu dans le fugu est, à toute petite dose, une drogue sans équivalent.
- Dans le roman de la série James Bond et son adaptation cinématographique, Bons baisers de Russie, l'ennemie de Bond Rosa Klebb tente de l'achever avec une lame imprégnée de ce venin. Dans le roman, Bond échappe de peu à la mort grâce à René Mathis, alors qu'il n'est pas touché dans le film, Klebb se faisant tuer avant par Tatiana Romanova.

### Cinéma
- Dans le film Living Death, le personnage principal est empoisonné par la tétrodotoxine.
- Dans le film John Carter, le héros John explique à son neveu qu'il a utilisé la tétrodotoxine du poisson-globe afin de simuler la mort.
- Dans le film Charlie et ses drôles de dames, vers la 19e minute, le patron des filles invité à une soirée mange du fugu dans le cadre d'une enquête, même si l'une des filles lui précise qu'un sur soixante est mortel.
- Dans le film Sushi Girl, des anciens braqueurs de diamants se retrouvent pour découvrir qui a gardé le butin autour d'une sushi girl et de fugu.
- Dans le film Que justice soit faite, le personnage principal enlève le tueur de sa femme et sa fille avec la tétrodotoxine. en l'injectant depuis une arme à feu modifiée.

### Séries TV
- Le fugu apparaît dans la série Les Experts :
  - dans la série Les Experts : Miami : Les Vices de Miami (saison 3, épisode 14) ;
  - dans la série Les Experts : Manhattan : Poisson mortel (saison 1, épisode 4).
- Homer Simpson a failli être empoisonné avec un fugu (appelé « poisson lune » à tort) dans l'épisode Un poisson nommé Fugu.
- Dans l'épisode Crash test de la saison 2 de Nip/Tuck, Sean McNamara commande un plat cuisiné à base de fugu pour prouver à sa famille qu'il est un vrai dur sachant qu'il peut mourir empoisonné.
- Andrea dans Alerte Cobra a été empoisonnée au Fugu et prise en otage le jour de son mariage.
- Dans l'épisode 5 de la saison 1 du remake de la série V, Anna propose du fugu (alors aussi appelé « poisson lune » à tort) au journaliste Chad pour le convaincre de suivre un traitement dans un de ses centres de soins.
- Dans l'épisode de Columbo Meurtre à la carte (Murder under glass) (saison 7, épisode 2, diffusé pour la première fois en 1978), le coupable (le critique gastronomique Paul Gérard, interprété par Louis Jourdan) se sert de la toxine du fugu pour assassiner un patron de restaurant qui menaçait de révéler ses agissements louches. La toxine a été introduite dans une bouteille de vin (d'où le titre de l'épisode dans la version originale).
- Dans les épisodes 226 et 227 de la saison 6 de Détective Conan, Le piège du jeu de combat, la victime meurt des suites d'un empoisonnement à la tétrodotoxine du fugu.
- Dans l'épisode 16 de l'animé Dragon Ball, les héros sont intoxiqués par une soupe au miso préparée avec du fugu.
- Dans l'épisode numéro 8 de la saison 2 d’Hawaï 5-0, il y a une femme assassinée par la tétrodotoxine.
- Dans un épisode de la série animée Shin chan où la famille va manger du fugu au restaurant, le père pense être empoisonné.
- Dans l'épisode 6 de la saison 2 de Grimm, Over My Dead Body, Monroe doit boire une potion basée sur de la tétrodotoxine pour ralentir ses fonctions vitales et simuler sa mort.
- Dans l'épisode 2 de Charlie la licorne, une des deux licornes crie à Charlie : « Il y a un banc de poissons fugu Charlie ! Poissons fuguuuuuu ».
- Dans l'épisode 8 de la saison 1 du Caméléon Jarod se sert du fugu pour résoudre son enquête.
- Dans l'épisode 7 de Hetalia - The Beautiful World, Amérique exprime sa joie d'être encore en vie après avoir goûté du fugu pour la première fois, ce qui laisse Japon perplexe.
- Dans l'épisode 16 de Mawaru-Penguindrum, un grand-père meurt du poison d'un fugu non coupé par un chef agrée.
- Dans la saison 2, épisode 7 de Chefs, une partie de l'intrigue tourne autour de la découpe d'un fugu et de l'apprentissage pour y arriver.
- Dans la saison 2, épisode 7 de Breaking Bad, alors que l'épisode s'appelle Poisson Lune (différent du poisson-ballon) Walter White décrit précisément les caractéristiques du fugu qui symbolisent Jesse Pinkman.
- Dans la saison 2, épisode 6 de Bron.
- Dans la saison 1, épisode 6 de Balthazar, à la suite de la découverte de poison issu de fugu (appelé « poisson lune » à tort).
- Dans la saison 6, épisode 8 de Rizzoli and Isles, le fugu est l'arme du crime.

### Jeux vidéo
- Dans le jeu vidéo Hitman 2: Silent Assassin, le tueur a la possibilité d'assassiner un Japonais en l'empoisonnant à l'aide de fugu.
- Dans le jeu vidéo Hitman: Absolution, l'agent 47 peut tuer le « roi de Chinatown » en mettant du poison de fugu dans de la nourriture, dans le café ou dans la drogue de sa victime.
- Dans le jeu vidéo Hitman, l'agent 47 peut tuer Yuki Yamazaki, employée de Providence, en empoisonnant les sushis avec du poison de fugu, au bar à sushis.
- Dans le jeu vidéo Stupid Invaders, adapté de la série Les Zinzins de l'espace, Candy doit prendre un fugu dans un sous-marin pour le faire manger par un cuisinier.
- Dans l'extension Vie Citadine pour Les Sims 4, un plat appelé nigiri au fugu peut causer la mort de celui qui le consomme s'il est mal préparé.

### Internet
En 2019, un fugu fait le buzz sur YouTube et devient un mème internet du fait du son émis quand on lui donne une tranche de carotte.[réf. nécessaire]